# Mercur (element)
Mercurul (υδράργυρος, greacă Hydrargyros, latină „argentum vivum”, „vif argent”, „argento vivo” sau argint viu) este un element chimic reprezentat prin simbolul Hg și care are numărul atomic 80. De asemenea, mercurul reprezintă unul din cele 6 elemente care sunt lichide la o presiune și temperatură apropiată de cea a camerei. Mercurul este și singurul metal lichid. Este foarte toxic și era folosit la termometre, dar acest lucru a început să fie oprit din cauza toxicității sale. În tabelul periodic al lui Mendeleev, acesta aparține blocului d. Un alt element care este întâlnit în aceleași condiții este bromul.
Comparativ cu alte metale, mercurul nu reacționează cu majoritatea acizilor, cum ar fi acidul sulfuric diluat, deși acizii oxidanți precum acidul sulfuric și acidul azotic concentrat sau apa regală îl dizolvă, rezultând sărurile sulfate, nitrate și clorurile. Reacționează totodată cu pulberea de sulf, utilizată în kitul de protecție contra scurgerilor accidentale de mercur, pentru absorbirea vaporilor degajați de acesta.
Este întâlnit în natură predominant sub forma cinabrului (sulfură de mercur). Acesta a fost extras în mod continuu încă din anul 415 î.Hr. Pigmentul roșu vermilion, forma pură a sulfurii de mercur, este obținut în urma reacției mercurului (redus din cinabru) cu sulful. Mercurul este utilizat în interiorul termometrelor, barometrelor, manometrelor, sfigmomanometrelor, lămpilor fluorescente, precum și în cadrul altor dispozitive. Acțiunea sa toxică a determinat înlocuirea sa din interiorul termometrelor sau manometrelor, în favoarea alternativelor precum alcoolul. În 2005, China era cel mai mare producător de mercur cu aproape două treimi din cantitatea extrasă la nivel mondial.
Ingestia cinabrului sau inhalarea acestuia este foarte toxică. Otrăvirea cu mercur poate rezulta din expunerea formelor hidrosolubile ale acestuia (precum clorura de mercur sau metilmercurul), inhalarea vaporilor de mercur sau consumarea alimentelor contaminate cu mercur. La data de 10 octombrie 2013, în cadrul Convenției de la Minamata privind mercurul, 140 de țări s-au angajat să înceteze emisiile de mercur. Din 1996, Statele Unite interzice folosirea mercurului în baterii, iar în Uniunea Europeană cantitatea maximă admisă este de 5 ppm.

### Termometrul

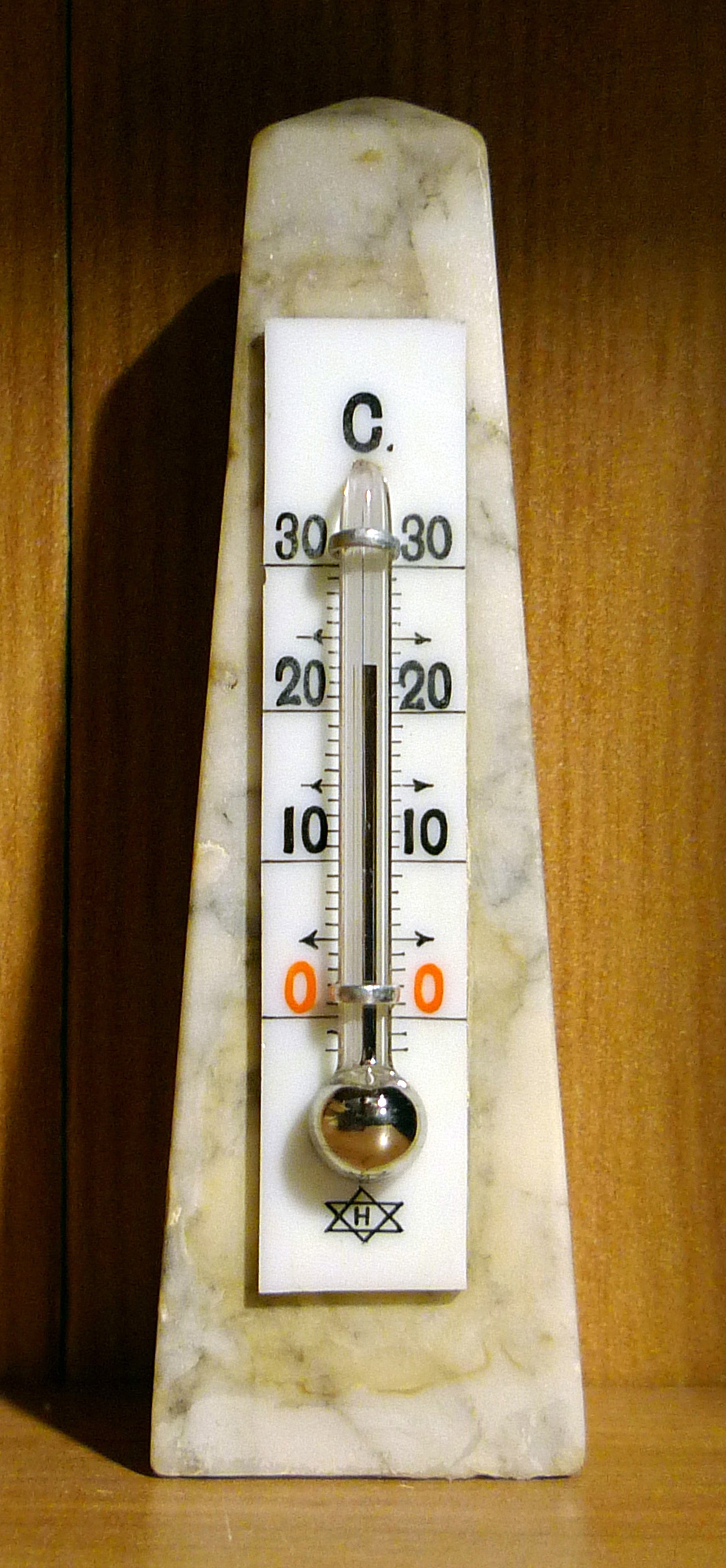
Termometru cu mercur care măsoară temperatura camerei.

Harta țărilor Uniunii Europene (din 2013) care au interzis folosirea mercurului în termometre (cele colorate cu albastru) și care permit folosirea (cele colorate cu roșu).

### Barometrul

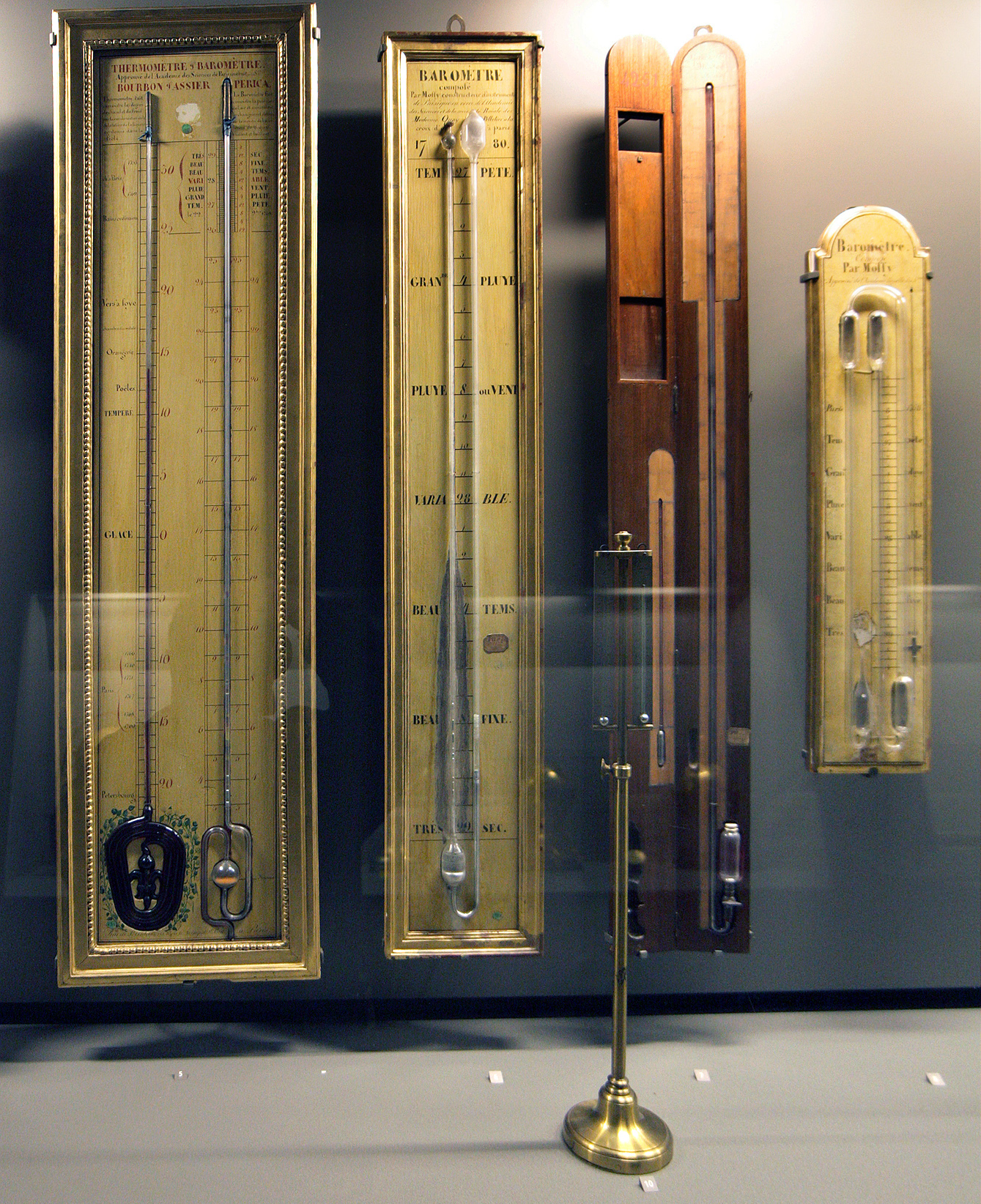
Barometre cu mercur

### În medicină

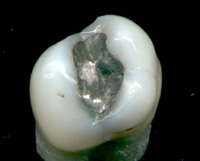
Plombă cu amalgam dentar

### Explozibili

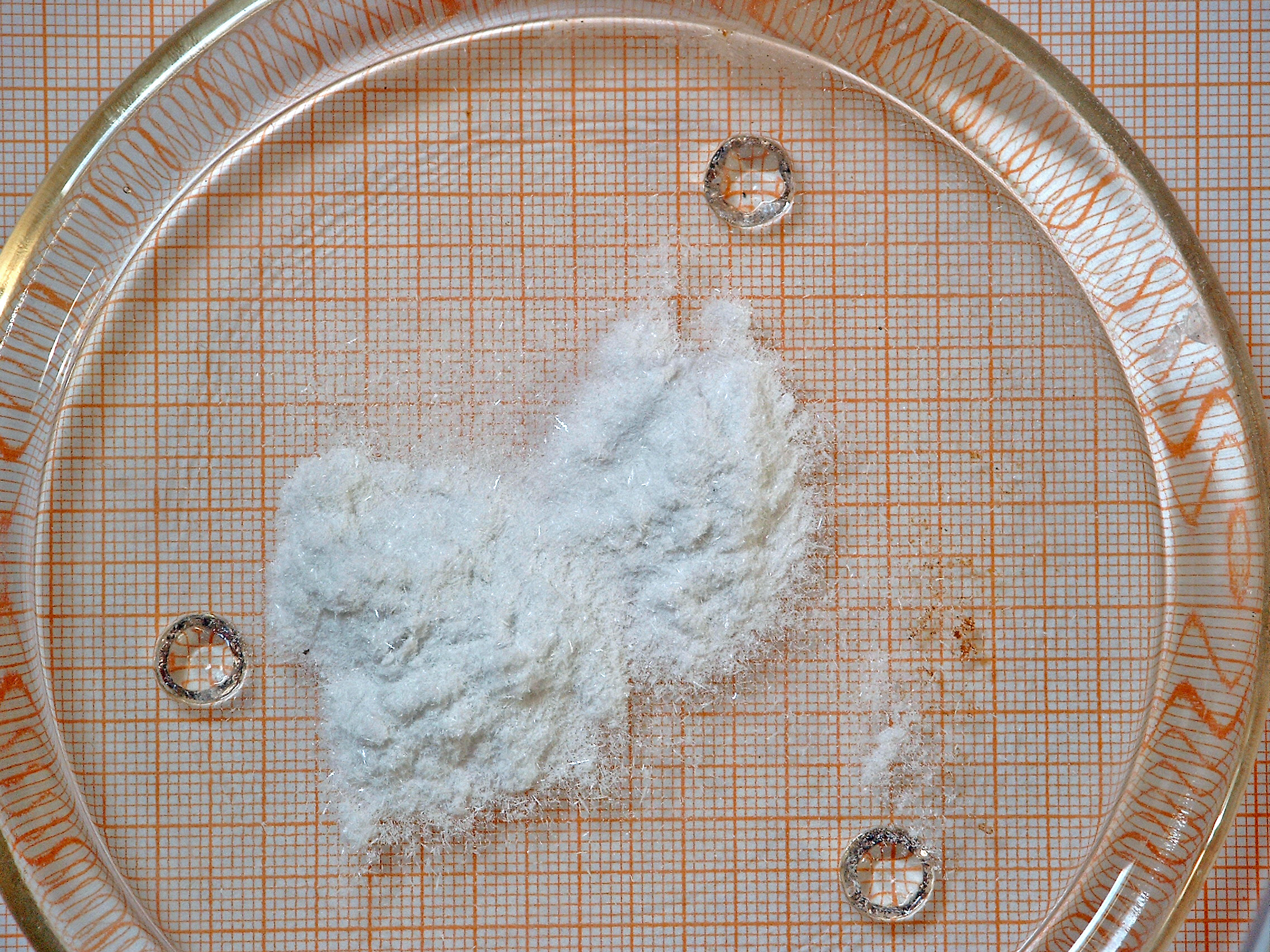
Fulminatul de mercur (II) în formă cristalină pură

### Lămpi

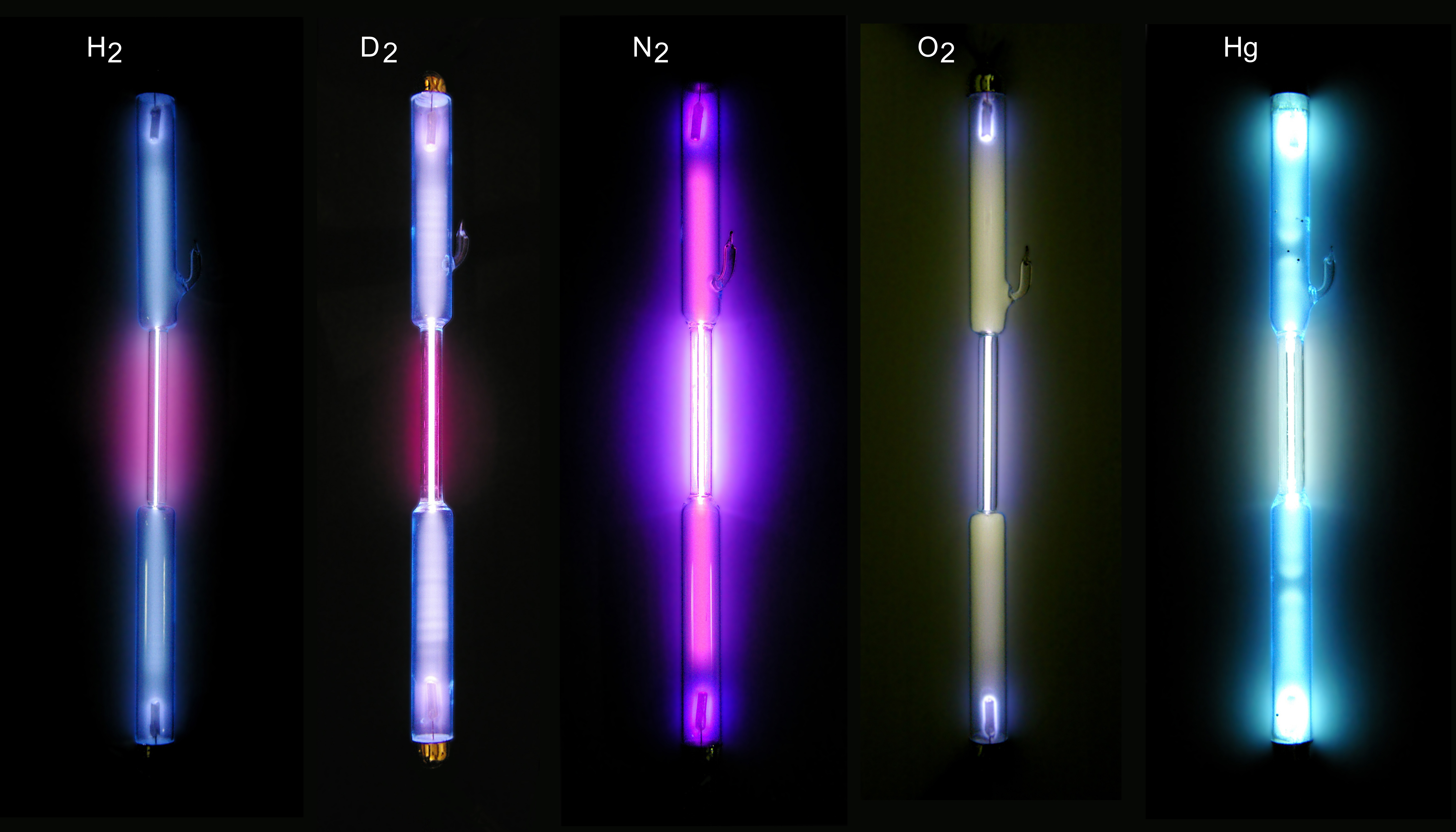
Spectrul luminos al hidrogenului, deuteriumului, azotului, oxigenului și al mercurului.

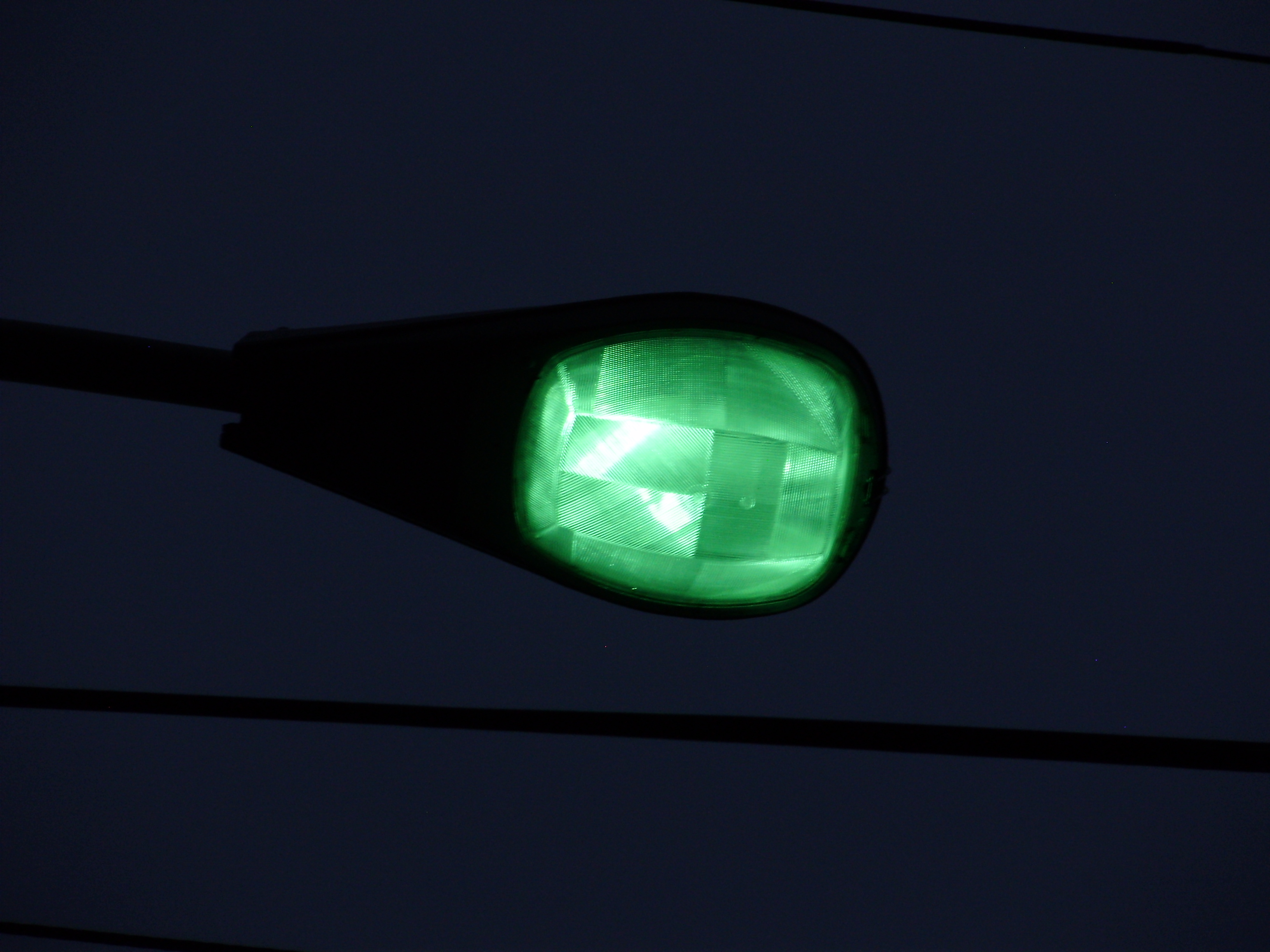
Iluminare stradală cu mercur în Ewing, New Jersey

#### Absorbție

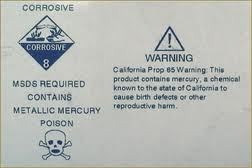
Simbolul pentru substanțe toxice (în partea de jos) întâlnit pe o atenționare privind existența mercurului în produse

## Descoperire

Simbolul planetei Mercur a fost utilizat din Antichitate pentru reprezentarea acestui element.

Cinabrul, principalul minereu compus din sulfură de mercur, a fost probabil utilizat ca și pigment încă din vremurile preistorice. În urmă cu 20.000 de ani, acesta (numit vermilion) a fost utilizat de către locuitorii peșterilor din Spania și Franța.
Extragerea mercurului din cinabru a fost menționată pentru prima dată de către filosoful grec Aristotel, în secolul al IV-lea, de unde provine și denumirea sa elenă, hydrargyros. Pliniu afirma despre mercur:
„Acționează ca o otravă asupra tuturor lucrurilor, și găurește urnele, țâșnind din acestea datorită proprietăților sale maligne. Toate substanțele plutesc pe suprafața argintului viu, cu excepția aurului, fiind singura substanță care este atrasă de aceasta. De aici și excelentul rol de rafinare al aurului, datorită abilității ușoare de respingere a impurităților în momentul când se află într-un vas pământiu cu aur. Odată ce aceste superfluități sunt expulzate, nu rămâne nimic de făcut decât să fie separat de aur.”

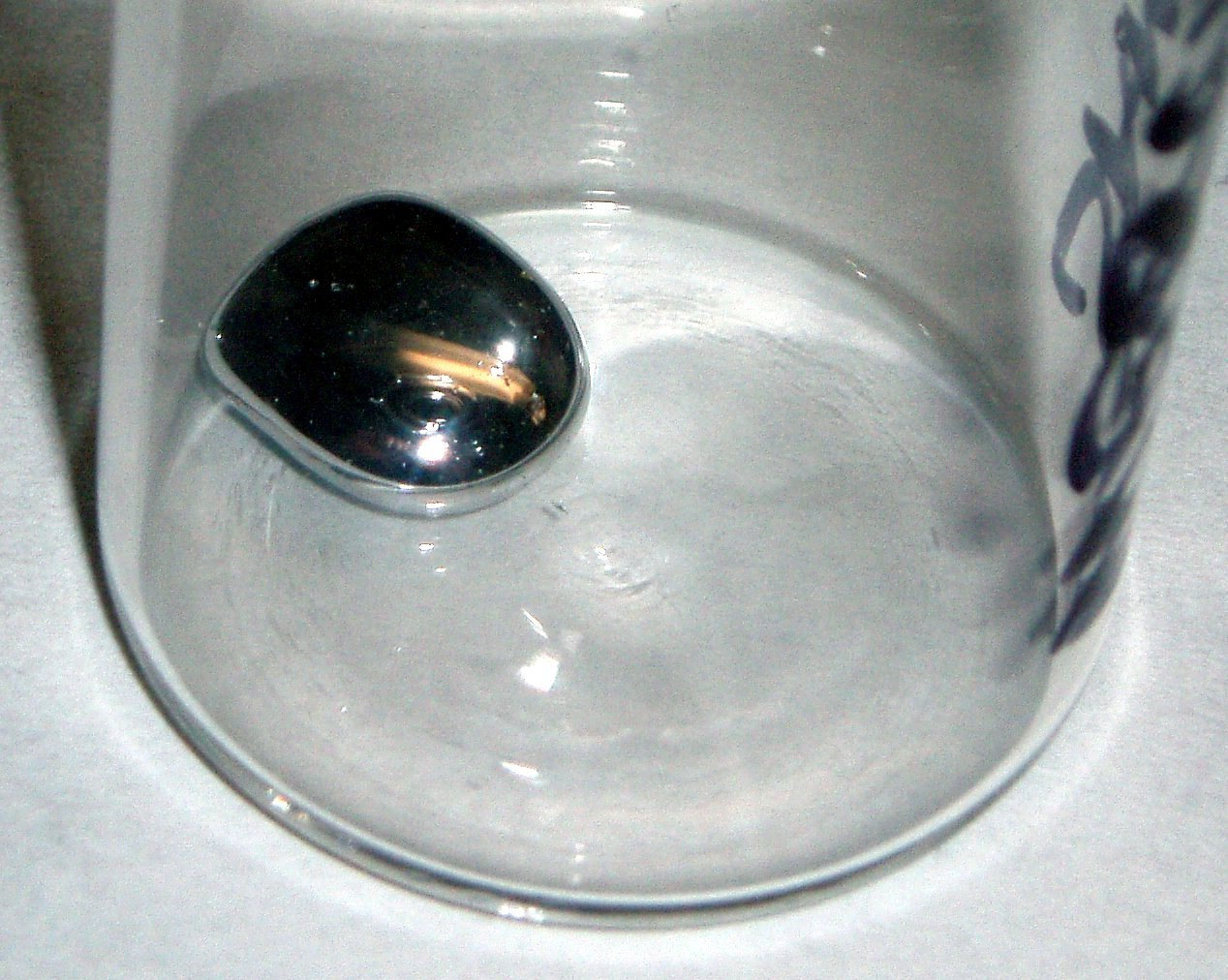
Proba de mercur

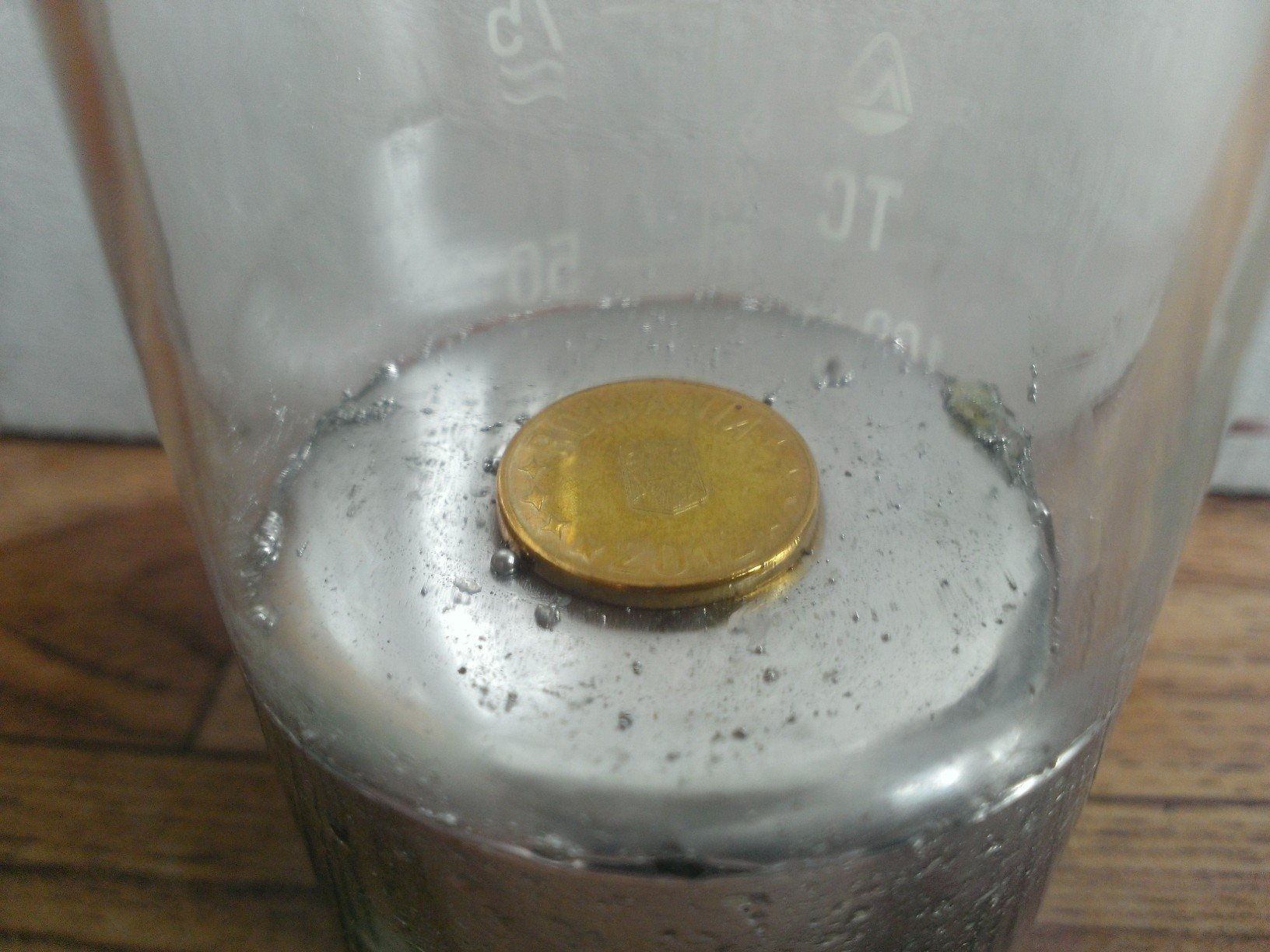
O monedă de 50 de bani (densitate ~ 8,4 g/cm^{3}) plutește pe mercur datorită forței de plutire și a tensiunii superficiale

 Elementul a fost numit după zeul roman Mercur, cunoscut pentru viteza și mobilitatea sa. Totodată, semnul astrologic al planetei a devenit unul din simbolurile din alchimie ale acestui metal. Mercurul este singurul metal al cărui nume este comun cu cel planetar-alchimic.
Mercurul este un element care este întâlnit în scoarța terestră. A fost cunoscut încă din perioada vechilor greci, romani, chinezi și hinduși. În China Antică, mormântul Împăratului Shi Huangdi, mort în anul 210 î.Hr., a conținut o hartă în relief a Chinei în care râurile și oceanele erau reprezentate de mercur. Chinezii considerau că medicamentele pe bază de mercur sau cinabru pot prelungi viața, probabil datorită proprietăților acestora de conservare. Cu toate acestea, câțiva împărați, printre care și Huangdi, au decedat din cauza otrăvirii cu mercur, în încercările lor de a fi nemuritori. În urma cu 4000 de ani, femeile din China utilizau mercurul ca și metodă contraceptivă cu administrare pe cale orală.
Urme de mercur au fost descoperite și în morminte egiptene vechi de 3500 ani. Arheologul Heinrich Schliemann a descoperit o urnă de mărime mică plină cu mercur într-un mormânt din Kurna, Egipt, datând din anii 1600-1700 î.Hr.

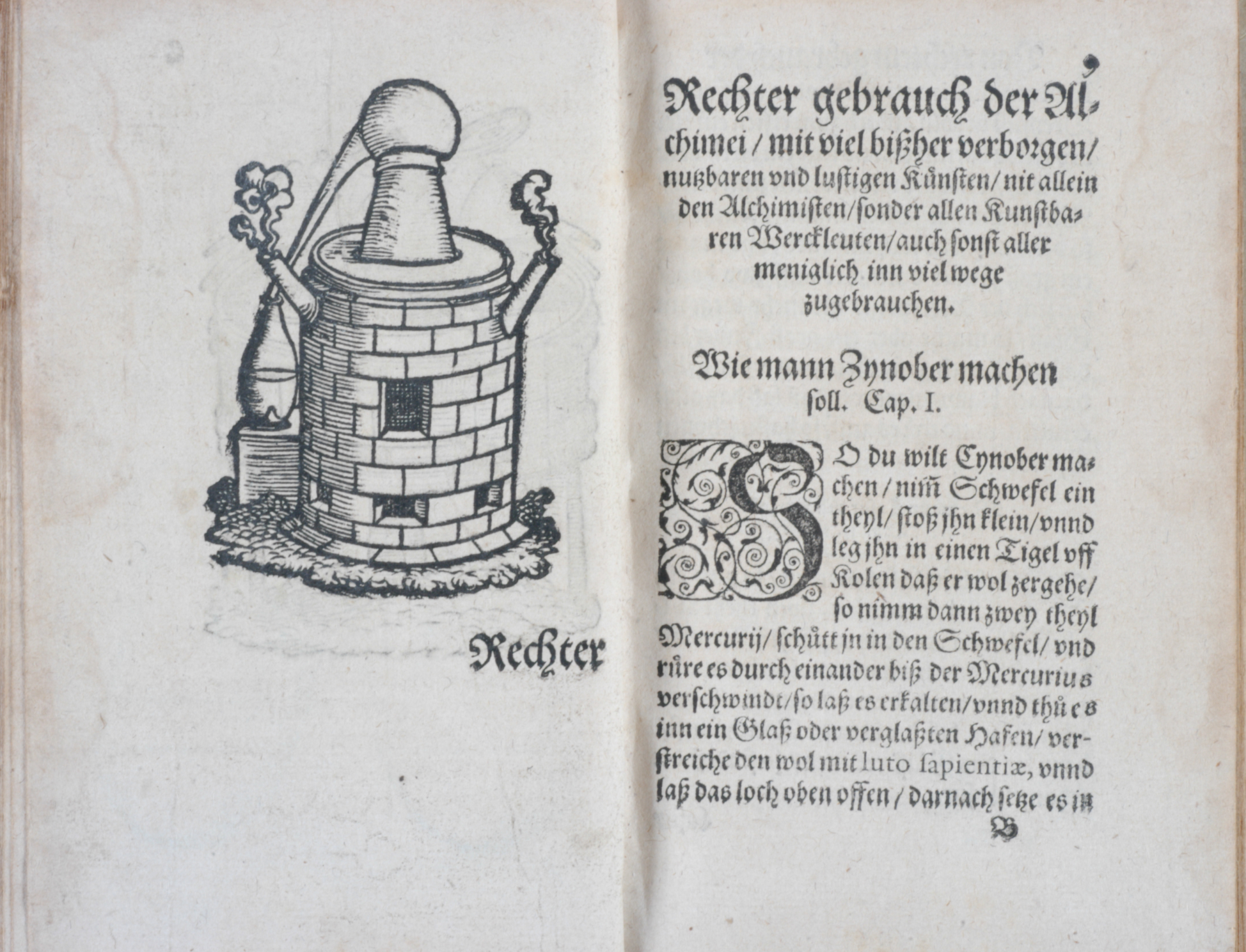
Pagina din Alchimia, care incepe cu sectiunea “Rechter Gebrauch der Alchimei” [Folosing alchimia in mod corect] si cu instructiuni pentru obtinerea pigmentului rosu din cinabru (sulfura de mercur).

Cea mai timpurie descriere a amalgamării aurului a fost făcută de către Abu Rayhan al-Biruni, cercetător persan al secolului al XI-lea, autor al unor texte alocate mineralogiei, pietrelor prețioase și metalelor. Conform acestuia, aurul era procesat din minereu prin zdrobire, apoi minereul era spălat și se adăuga mercurul. Aurul era de asemenea recuperat din Sindh, depozitând mercur în mici adâncituri săpate în albia râului. Sedimentele aurifere erau spălate peste bălțile mercurice, formându-se amalgamul aurului cu mercur. În ambele cazuri, amalgamul era recuperat și filtrat prin piele pentru separarea celor două elemente, iar ca pas final, amalgamul era ars pentru a se volatiliza mercurul și pentru a purifica aurul.
A fost cunoscut și în rândul alchimiștilor în timpul Evului Mediu. Aceștia considerau că mercurul, sulful și sarea sunt principalele elemente care constituie Pământul. Cuvântul hindus pentru alchimie, rasasiddhi, înseamnă cunoașterea mercurului. În acea perioadă, șapte metale erau cunoscute: mercurul, aurul, argintul, cuprul, staniul (cositorul), plumbul și fierul; alchimiștii credeau că în urma unui amestec corect al ingredientelor, mercurul poate fi transmutat în aur.
Începând cu secolul al XVI-lea, cunoștințele despre mercur au început să se dezvolte mai mult. Astfel, în anul 1556, Agricola a detaliat modul de utilizare al mercurului și a analizat efectele inhălarii vaporilor acestuia asupra sănătății umane. Datorită scrierilor lui Paracelsus, mercurul devenise, alături de stibiu, un element utilizat în tratamentele pentru boli venerice.

## Producție

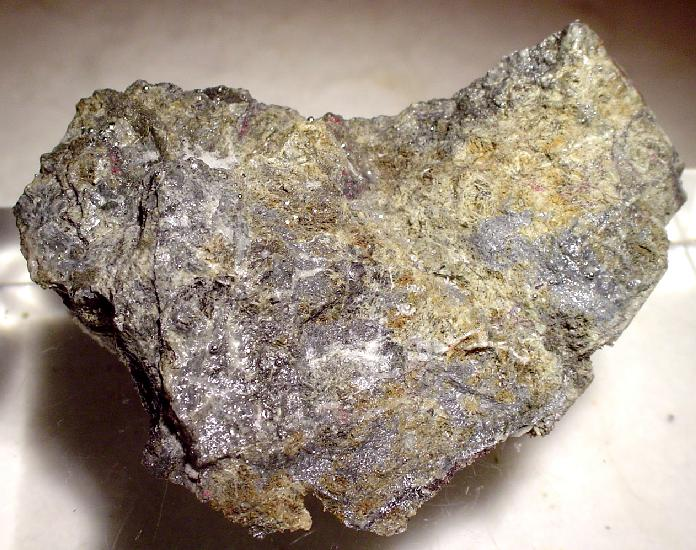
Cinabru

#### Toxicitate

Simbolul pentru substanțe iritante

#### Grupuri expuse

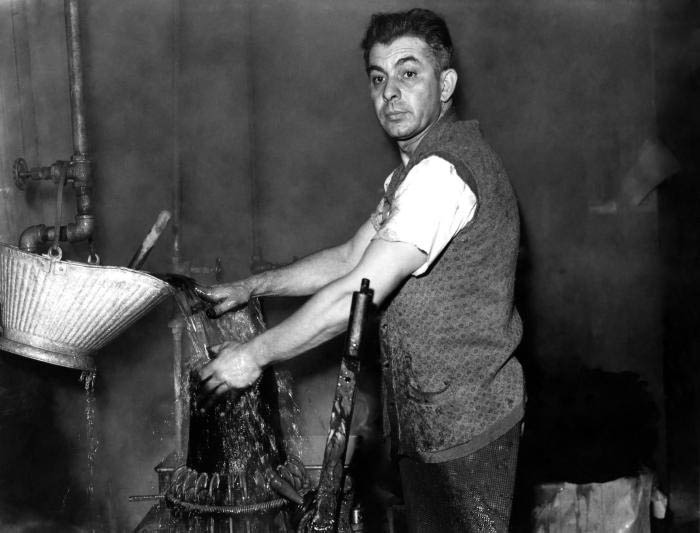
Pălărier care operează cu mercur fără echipament de protecție, expunându-se astfel intoxicației cu mercur

#### Cianură de mercur

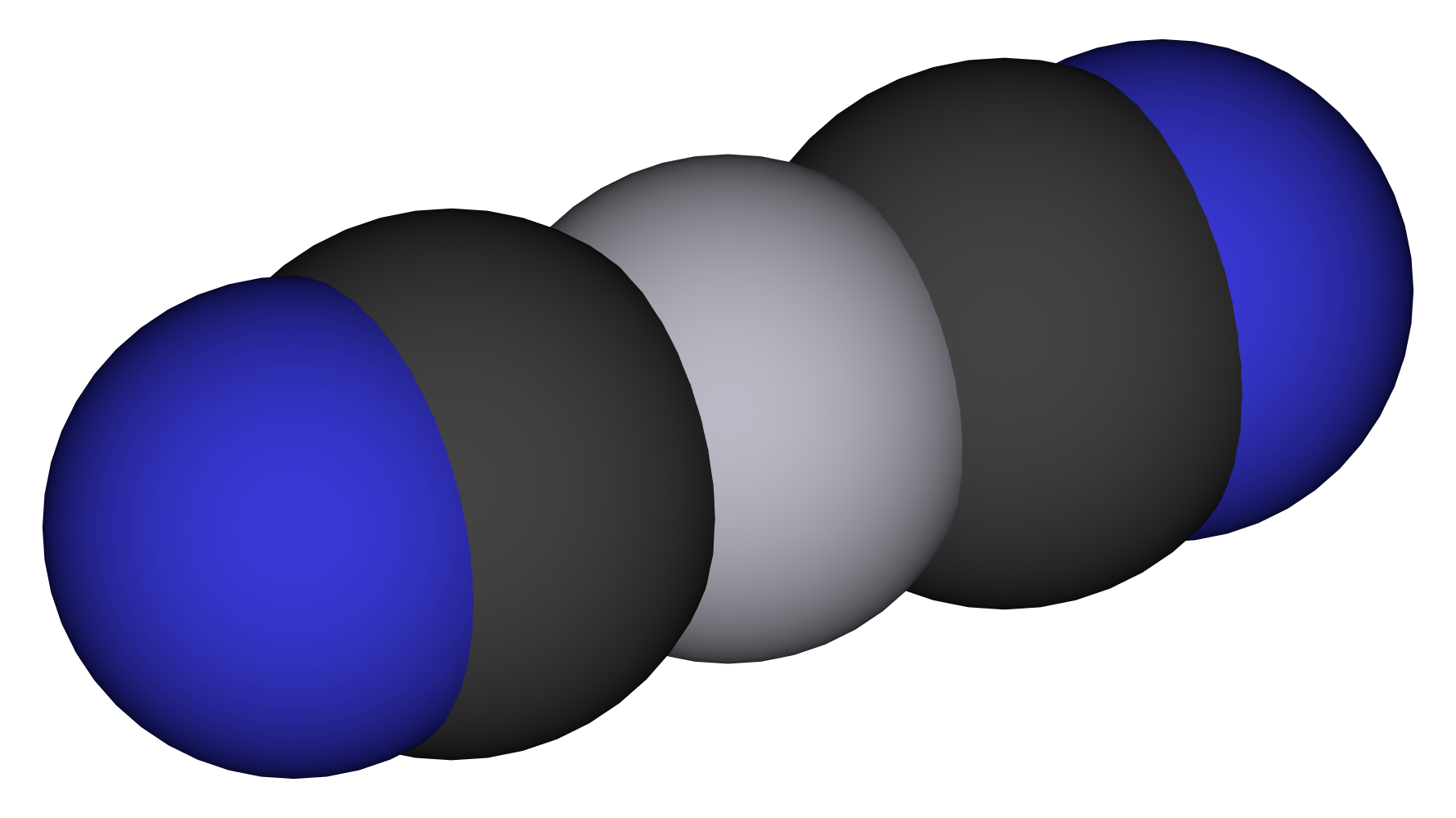
Modelul chimic al cianurii de mercur

#### Metilmercur

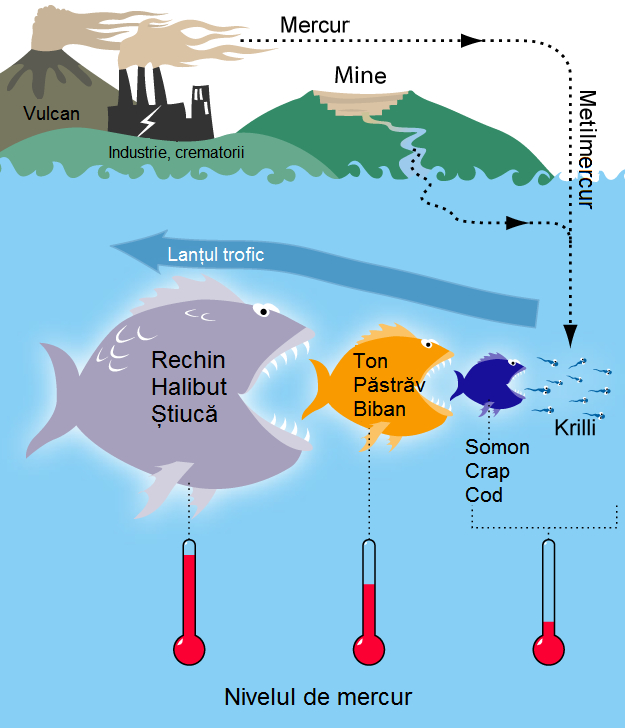
Surse de mercur, conversia la metilmercur și recomandările EPA privind consumul de pește bazat pe nivelul de mercur conținut

## Structura atomică
Structura atomului de mercur este determinată de numărul nucleonilor din nucleul atomic; mercurul prezintă 80 de protoni și 121 de neutroni. Raza atomică medie este de 0,155 nm, raza ionică este de 0,112 nm, iar raza covalentă este de 0,149 nm. Structura cristalină a mercurului este romboedrică, iar fiecare atom de mercur este înconjurat de alți 6 atomi învecinați la o distanță de 0,300 nm și alți șase atomi la o distanță de 0,347 nm.

Configuratia electronica a atomului de mercur, reprezentata pe straturi electronice

Configurația electronică a atomului de mercur este 1s2 2s2 2p6 3s2 3p6 3d10 4s2 4p6 4f14 4d10 5s2 5p6 5d10 6s2.

### Izotopii
Mercurul prezintă șapte izotopi stabili, cel mai abundent fiind 202Hg (29,80%). Radioizotopii cei mai longevivi sunt 194Hg cu un timp de înjumătățire de 520 ani și 203Hg cu un timp de înjumătățire de 46.612 zile. Radioizotopii rămași au timpul de înjumătățire mai mic de o zi.
Cu toate că izotopii mercurului sunt caracterizați de proprietăți chimice similare, datorită maselor diferite, reacțiile acestora diferă relativ puțin. Izotopii mai ușori reacționează mai rapid decât cei grei, cauzând prin aceasta îmbogățirea produșilor de reacție în reacțiile ireversibile.
În general, procesele fizice precum evaporarea, condensarea și difuzia ionilor sau moleculelor datorită concentrației sau temperaturii cauzează fracționarea izotopică în izotopi stabili; izotopii ușori se evaporă și permit ca difuzia să fie mai rapidă, iar cei grei se condensează.

### Surse naturale

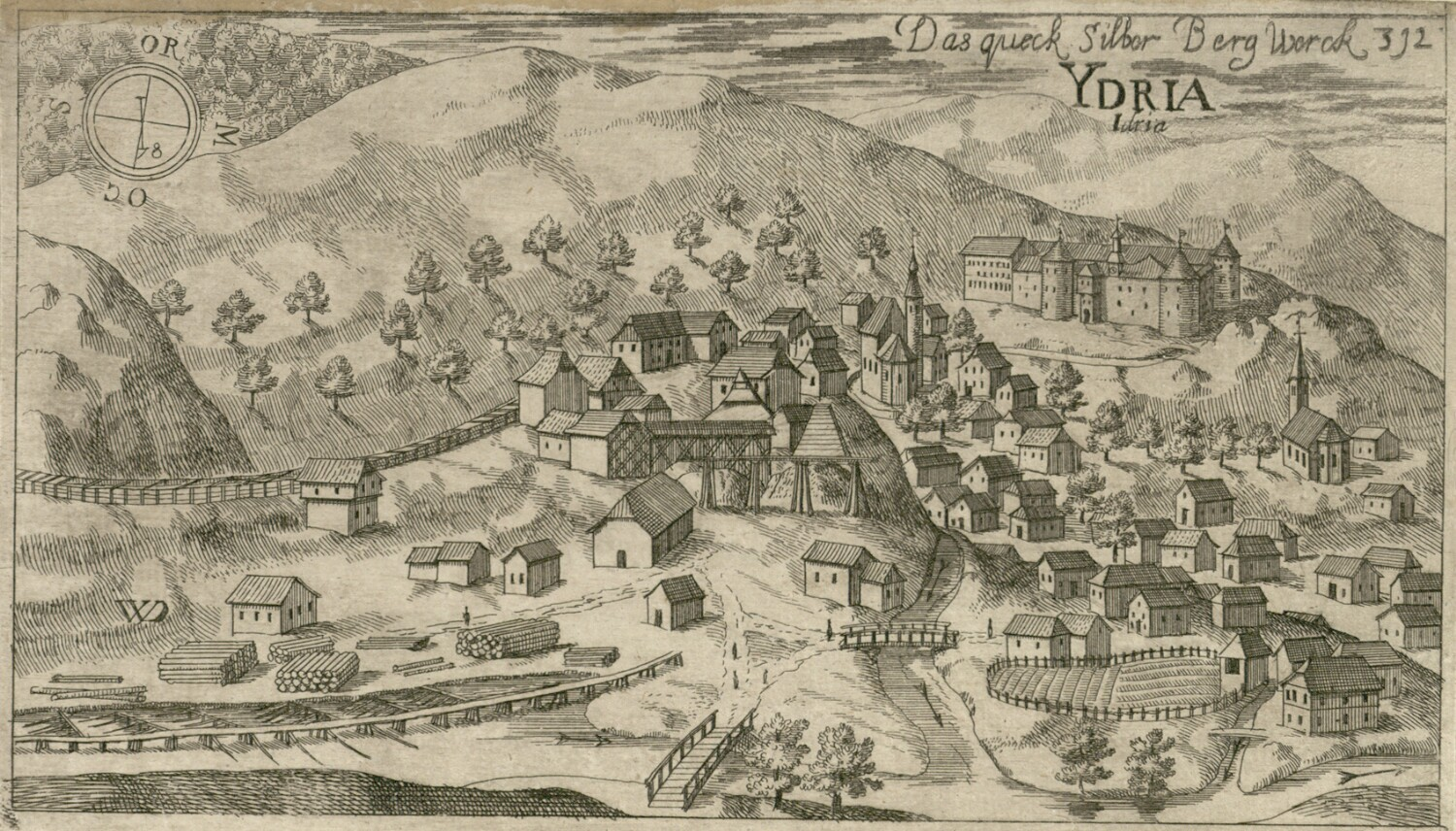
Mina de mercur din Idrija, Slovenia, în 1679

### Surse antropogenice

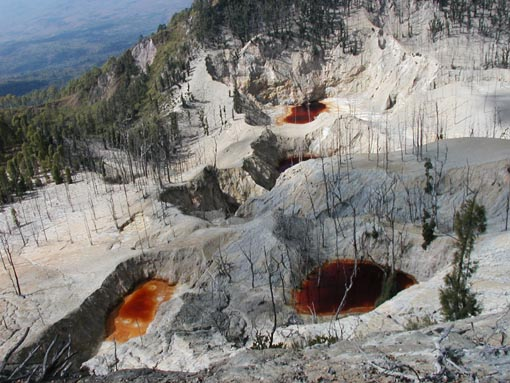
Lacuri de mercur formate în urma erupției vulcanului Inielika din Flores, Indonezia

Cantitatea de mercur în atmosferă depozitat la Ghețarul Wyoming's Upper Fremont în ultimii 270 de ani

Simbolul pentru substanțe periculoase pentru mediul înconjurător

## Răspândire pe Pământ